# Dreilagenkamm

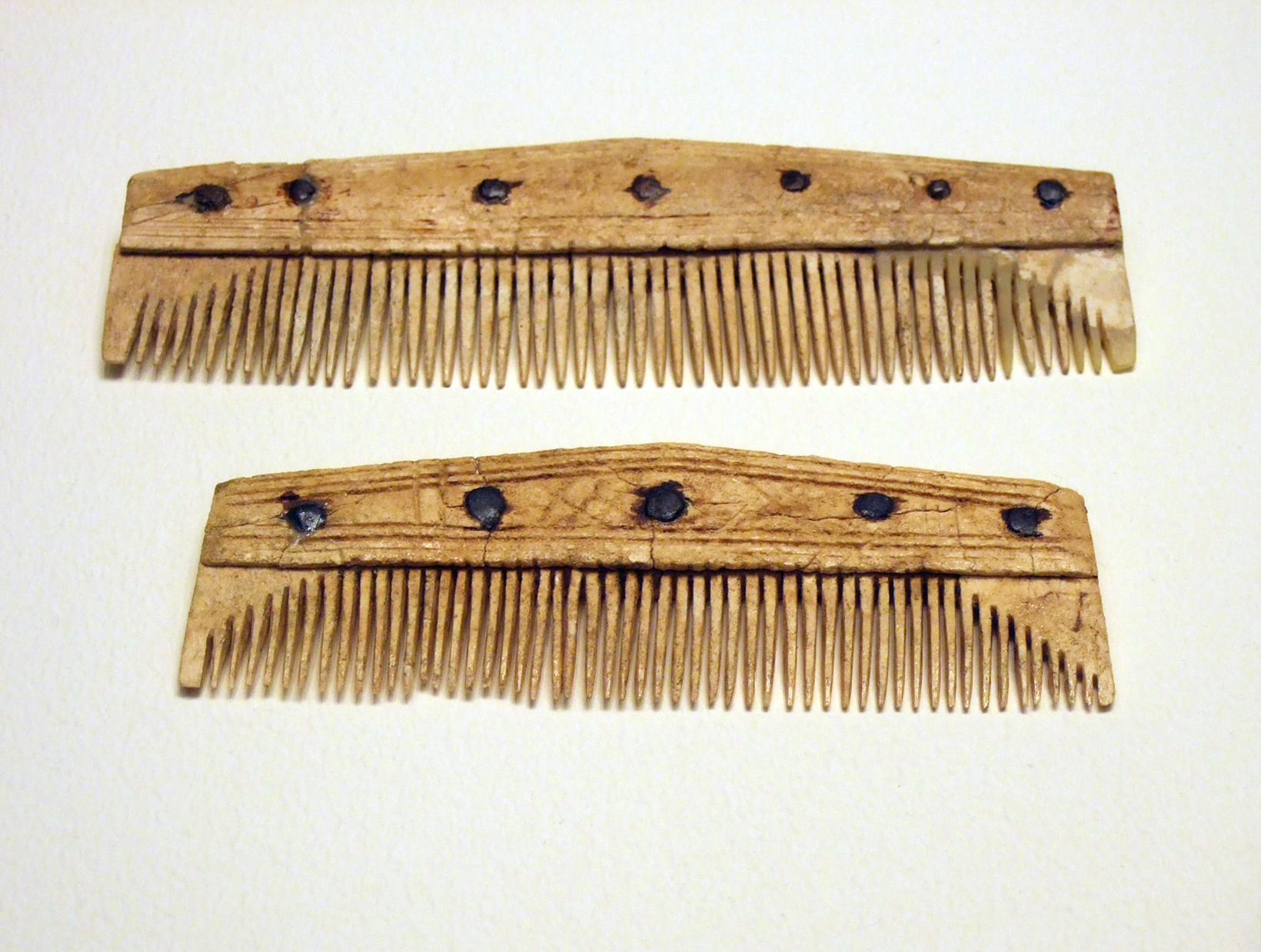
Dreilagenkämme der Langobarden aus der ersten Hälfte des 6. Jahrhunderts

Der Dreilagenkamm ist ein Baumuster eines Beinkamms, der seit der vorrömischen Eisenzeit bis ins hohe Mittelalter verwendet wurde.
Dabei wird die oft mehrteilige Zahnplatte, die sowohl einseitig als auch zweiseitig gezahnt sein kann, durch ein Griffstück zusammengehalten und verstärkt.
Dieses Griffstück ist oft durch Ornamente (häufig: Kreisaugenmuster, Streifen) verziert und befindet sich beidseitig mittig bzw. oben am Kamm.
Diese drei Lagen aus Knochen oder Geweih werden meist durch mehrere Metallnieten (Bronze, Eisen) zusammengehalten, daher der Begriff Dreilagenkamm.
Ein Beispiel für einen mittelalterlichen Dreilagenkamm ist der Dublin-Castle-Kamm. Er wurde 1961/62 bei Ausgrabungen am Dublin Castle entdeckt und stammt aus dem 11. bis 12. Jahrhundert n. Chr.